# ويليام س. أندرسون
ويليام س. أندرسون (بالإنجليزية: William C. Anderson)‏ هو عسكري أمريكي، ولد في 9 يوليو 1958 في سيراكيوز في الولايات المتحدة.